# Мартинчица
Мартичица (лат. Clitocybe geotropa) је јестива гљива која расте у луки или кругу, већином по ободу шуме, у трави, на пашњацима и ливадама, али понекад се нађе у травнатим шумама, ако не онда на већем пропланку, тада у мањем броју. Близина неког дрвета, четинара или лишћара, чини се да је ипак неопходна. У свим нашим крајевима, највише у Словенији и Босни, јер јој више пријају веће висине. Нађе се ипак у медитеранско-субмедитеранским подручијима, масовно у Истри, где је народ често познаје, као и на Корчули. Честа је у Македонији.

## Листићи
Листићи су знатно до издразито силазни, с различитим ламелулама, густи, каткада и анастомизирани, широки 4-7 милиметара, целе и утањене оштрице. Бели, па све јачим дашком нијанси клобука.

## Боја
Боја је бледа, готово бела.

## Стручак
Стручак је величине 6-12-(15)/1,5-3 центиметра, надоле постепено све дебљи, каткада батинато проширен, каткад готово ваљкаст. Сув, свиленасте површине, сјачом влакнастом короми и мекшом, касније спужвасто-шупљом језгром. Истобојан с клобуком, у дну памучасто бел од базалног мицелија.

## Месо
Месо је једва дебље дуж страна него што је на рубу, али изнад стручка нагло дебело, чврсто и у старих тврдо, али сочно; бело кад је просушено, светло розе боје. Укус угодно благ, мирис јак, на воћни или зовин цват; у Истри једна раса коју због мириса називају пршутницом.

## Микроскопија
Споре hzaline, neamyloidne, готово округле, али због кукастог apiculusa не изгледају тако, крупнуије или ситнијегранулиране, 6-7,5/5-6,2 ми. Хифе с копчама.

## Доба
Доба (IX) X-XII(I)

## Јестивост
Веома укусна јестива гљива, иако теже сварљива због тврде конзистенције. Кад се замрзне, па чак и заледи, постаје још укуснија. Припрема се пржена, барена, укисељена и у рижоту. На жару је права деликатеса.

## Сличне врсте
Има низ левака, Clitocybe које јој могу бити наликпо боји, облику, па и по избочини у дну левка, а међу њима су неке и отровнице. Зато, док добро не упознамо ову биљку, не ваља брати примерке мање од 10 центиметара у промеру клубока, односно мање од 1 центиметар у врху стручка. Ако се тога придржавамо, можемо је заменити једино са јестивим или неотровним врстама из рода Clitocybe, односно Lactarius.